# Ideologija
Ideologija (fra. idéologie, od grčkog, ideja i logos) je termin kojim se označava obuhvatni sklop ideja koje uključuju način na koji pojedinac ili grupa gledaju na svijet, te ciljeve, očekivanje i aktivnosti. Uglavnom se upotrebljava za političke ideologije – poput marksizma ili liberalizma.
Ideologija je manje obuhvatna od svjetonazora.
Riječ »ideologija« se primjenjuje također u značenjima:
- proučavanje ideja i rad na idejama,[1]
- primijenjeno mišljenje, ukupnost pojmova i konstrukcija u različitim oblicima svijesti, usmjerenih na izravno ostvarivanje i praktično djelovanje,[1]
- ukupnost filozofskih, društvenih, političkih, moralnih, religioznih itd. ideja svojstvenih jednom razdoblju ili jednoj društvenoj skupini (npr. »prosvjetiteljska ideologija«, »građanska ideologija«, »militaristička ideologija« itd.),[1]
- vladajuća ideologija koja izražava i brani interese vladajuće klase[2] ili politička ideologija,
- skup ideja koje čine osnovu neke ekonomske ili političke teorije, ili koje podržava neka grupa ili osoba.[3]

## Povijest

### Bacon i prosvjetiteljstvo
Preteča moderne teorije ideologija je Francis Bacon (1561. – 1626.) sa svojim razmatranjima o idolima. Njegova četiri »idola« opisuju razne oblike »iskrivljenje svijesti« (predrasuda, obmana), te se i danas često spominju.
Slično francuski prosvjetitelji XVIII. stoljeća, iako još ne znaju za pojam ideologija, rabe slične termine za obilježavanje negativnih ideja: skup dogmi i predrasuda koje su u službi privilegiranih staleža, čemu treba suprotstaviti sigurno, na iskustvu zasnovano znanje.

### Senzualizam
Krajem XVIII. st. grupa francuskih mislilaca kojima je na čelu Destutt de Tracy naziva svoju filozofiju ideologijom (Idéologie), a sebe same ideolozima (idéologues); pojam je skovao de Tracy 1796. godine. Njihova filozofija – senzualizam – je radikalna varijanta empirizma. Ideologija je »učenje o idejama«, međutim pojam »ideja« kod njih nije vezan uz duhovnost. Sve ideje potječu iz osjeta (senzacija), koji daju osnovu i građu čitavoj našoj spoznaji. Osjeti se međusobno spajaju i dolaze u različite odnose, preko mozga kao organskog centra, čime se stvaraju složene »ideje«.
Ideolozi gaje optimističko uvjerenje da će znanost o idejama osloboditi ljude od predrasuda i pripremiti ih za vrhovništvo razuma, za društvo osnovano na racionalnosti i znanosti. U De Tracyjevom učenju i djelovanju zastupljena su četiri čimbenika, koji se i danas navode u definiciji pojma »ideologija«: 
- sustav objašnjenja svijeta,
- program djelovanja,
- javno djelovanje za provedbu programa, te
- isticanje posebne uloge intelektualaca.

De Tracyjeva »ideologija« je bila službena doktrina Francuske Republike u doba Direktorija, 1795. – 1799. Središnju ulogu imao je Nacionalni institut kojeg je osnovao i vodio de Tracy. Kombinirajući vjeru u osobnu slobodu i u racionalno državno planiranje, ideolozi su imali znatan utjecaj na duhovni život, politiku i obrazovanje. Iako je to kratko trajalo, taj spoj liberalnih i etatističkih koncepcija i danas je snažno prisutan u koncepcijama francuskih stranaka i političara.
De Tracy u knjizi Les éléments d'idéologie (1801.) kaže da opću nauku o idejama možemo nazvati imenima: ideologija, opća gramatika ili logika.
Ideolozi su kritizirali sve dotadašnje filozofije, nazivajući ih metafizičkim. Sve duhovne znanosti i praktičke discipline (etika, politika, odgoj idr.) oni radikalno reinterpretiraju, nastojeći sustavno graditi od osjetilne osnove.
U 20. stoljeću, logički pozitivisti na jednak način nastoje izgraditi sve znanosti počevši od osnovnih, opažajnih činjenica.
Termin ideologija dobiva novo, pogrdno značenje kada je Napoleon filozofe koji su se kritički odnosili prema njegovim cezarističkim i osvajačkim pothvatima posprdno nazvao »ideolozima«, u smislu sterilnih teoretičara, čije teorije nemaju veze s realnošću. Preuzevši vlast, Napoleon je isprva podržavao »ideologe«, ali od 1802. marginaliziranjem Instituta suzbija njihov utjecaj. Kasnije će čak i svoj poraz u Rusiji 1812. pripisati njihovom negativnom utjecaju.

## Ideologije totalitarizma
U svojoj knjizi Otvoreno društvo i njegovi neprijatelji Karl Popper kritizira totalitarna svojstva određenih ideologija, posebno nacionalsocijalizma i komunizma- staljinizma.
Totalitarne političke ideologije često imaju elemente stvaranja mitova, iskrivljavanje povijesti ili povijesnih činjenica te diskriminacije drugih- ideja ili mišljenja; njihova propaganda se na važnim djelovima ne obazire na činjenice i naposljetku zapovijeda život naroda u laži. Nakon iskustva s nacional-socijalizma i raspada stvarno postojećeg socijalizma, skepticizam prema ideologijama koje nude obećanja spasenja – osobito u kombinaciji s pozivima na revoluciju ili na potiskivanje divergentnih ideja – je vrlo je istaknut.

### Marksizam
Kod Marxa i Engelsa ideologija marksizma, koja sustav ideja povezan s vladajućom klasom i vladajućim društveno-ekonomskim odnosima prepoznaju kao ideologiju usmjerenu na opravdavanje postojećeg poretka (u njihovo doba, kapitalističkog). Kao i kod prosvjetitelja, ideologije neminovno prikazuju stvarni svijet iskrivljeno: predstavljalju lažnu svijest.
Marx i Engels uvode međutim važan pojam fetišizma svijesti, koji je karakteristika ideologija: svijet ideja zamišlja se kao samostalan, neovisan o materijalnoj i društvenoj osnovi. Zastupnici postojećeg poretka i vladajućih klasa zaista vjeruju u svoje ideje, one su razrađene u složen sustav čiju lažnost nije jednostavno pokazati. To nisu naprosto »dogme i predrasude« za koje se lako može uvidjeti da su lažne, čim im se suprotstave »ispravne« ideje; iluzija prosvjetitelja da je to moguće izraz je njihove buržuaske ideologije. Umjesto puke »borbe ideja« potrebna je složena analiza stvarnosti i organizirana društvena (klasna) borba da se stvarnost promjeni.
Marx i Engels ponekad rabe pojam "ideologija" za označavanje čitave tzv. duhovne nadgradnje, svih područja duhovne djelatnosti (religija, filozofija, moral i etika, umjenost, znanost, politika, pravo itd.), a ponekad u užem smislu, za one ideje koje su direktno usmjerene na zadaću opravdanja poretka. Ideologija je lažna, izvrnuta, fetiširana svijest. Ta lažnost potječe iz njene klasne uvjetovanosti: ideologija je duhovni izraz klasnih (staleških, cehovskih, kastinskih itd.) interesa, koji uvjetuju način na koji pripadnici klase spoznanu sami sebe.
Pojam "ideologija" ima izrazito negativno značenje: označava specifičnu strukturu svijesti klasnog društva, koja će nestati u budućem besklasnom, komunističkom društvu. Za ideološko mišljenje karakteristično je otuđenje (alijenacija): teorijski oblikujući klasnu svijest, ideolozi se bave mislima kao samostalnim bitnostima, uobražavajući da one egzistiraju same za sebe, izvan povijesne uvjetovanosti. Raniji kritičari kapitalističkog sustava, koji nisu raspolagali valjanom analizom kapitalističke zbilje, mogli su ovome suprotstaviti samo utopijske ideje (utopijski socijalizam), dok kritika političke ekonomije koju je poduzeo Marx u Kapitalu, daje osnov za spoznaju zakonitosti povijesnih kretanja i uviđanje povijesne uloge proletarijata, te time i za prevazilaženje klasnog društva i za nestanak ideologije kao otuđene svijesti.
Marksisti su obilato upotrebljavali pojam ideologije u svojim analizama; one su snažno utjecale na opću intelektualnu klimu tijekom većeg dijela 20. stoljeća.
Marksističkim analizama povijesne i društvene uvjetovanosti svijesti bliski su i nemarksistički mislioci raznih orijentacija, od kojih je najvažniji Karl Mannheim. Vrlo je teško pobijati da takva uvjetovanost postoji. Umjesto poricanja, najsnažniji odgovor je primjena metode kritike ideologija i na sam marksizam i komunizam, što su učinili tzv. stvaralački marksisti, Mannheim i drugi.
Umjesto postojeće (u principu: liberalne) ideologije marksisti nude svoju vlastitu, koja naposljetku doista nije lišena onih mana koje Marx i Engels prepoznaju u ideologiji povlaštenih slojeva svojega vremena. Marksisti će tako sve do najnovijeg vremena ustrajno tvrditi da će se nacionalizacijom gospodarstva postići veću ekonomsku učinkovitost, a gušenjem prava na slobodu govora i slobode političkog udruživanja veću slobodu – usprkos svim očitim dokazima u suprotno.

### Lenjinizam
Nasuprot izvornom Marxovom i Engelsovom pojmu ideologije kao lažne, iskrivljene, fetišizirane svijesti, u dogmatskoj, vulgariziranoj verziji teorije, koja postaje obavezna u SSSR-u, a potom i u drugim zemljama s komunističkim režimima, uključujući i SFR Jugoslaviju pod imenom marksizam-lenjinizam ili dijalektički i historijski materijalizam – a od koje se varijante marksizma znatan dio pobornika Marxove misli ograđivao (ne libeći se da ponude vlastite »teorije«, zakođer nerijetko opterećene radikalističkom nesnošljivošću prema drugačijim mišljenjima i htijenjem da se svoju »verziju istine« nametne revolucionarnim, tj. nasilnim sredstvima) – još od samih početaka lenjinizma razvijen je i »pozitivan« pojam ideologije. Sustav ideja koji izražava klasnu svijest proletarijata i njegovu povijesnu ulogu (tj. sam marksizam-lenjinizam) također se naziva ideologijom. Kod lenjinista je (pomnim iščitavanjem Marxovih tekstova, koje sljedbenici moraju pomno proučavati, nadahnuta) ideologija odnosno tzv. »klasna svijest«, za razliku od ostalih, objektivno istinita (točnije, pretendira da bude doživljena kao istina): ona vjerno odražava zakonitosti povijesnog zbivanja. Nju oblikuje avangarda proletarijata organizirana u komunističku stranku.
Bezbrojni službeni ideolozi u državama pod vlašću komunističkih partija negirali su "buržuoaske" ideje kao i "idejna skretanja" u samom komunizmu, služeći se marksističkim idejama svedenim na isprazne sheme i fraze, naročito u staljinističkoj verziji. U službi totalitarnih režima, komunistički ideolozi su ponavljali fraze koje su izgubile svaki kontakt sa »stvarnim procesom života«, slično kao i filozofi kojima su se Marx i Engels podrugivali u Njemačkoj ideologiji, ali bez njihove strastvenosti i individualnosti. Kritika ideologija svedena je na krajnje primitivnu ideologiju, na sirovu dogmu koja se nametala silom.
Nasuprot dogmatizmu, tijekom XX. stoljeća bilo je 
mislilaca koji su način mišljenja Marxa i Engelsa primjenjivali i dalje razvijali na znatno plodonosniji način, ili su se njime inspirirali. Marxova i Engelsova teorija ideologija, kao i druge njihove koncepcije, snažno su utjecale osobito na sociologiju i historiografiju XX. stoljeća.
Nezavisni marksistički mislioci (koji su sebe 1960-ih godina nazvali stvaralački marksisti, npr. jugoslavenski praxisovci), načinili su korak dalje: marksističku analizu i kritiku primijenili su i na društva tadašnjih komunističkih država i na njihove ideologije, pokazujući kako se stvarnost ne slaže s idealima niti ideologije sa stvarnošću. Tako su npr. dokazivali da je umjesto vlasti proletarijata u komunističkim državama uspostavljena vladavina nove klase, birokracije ili politokracije, te da je službena ideologija zvana dijalektički i historijski materijalizam u službi nove vladajuće klase. Oni koji su djelovali u zemljama pod komunističkom vlašću time su postali disidenti i bili izloženi progonima. Uz Lava Trockog, jedan od najvažnijih je Milovan Đilas, koji je u inozemstvu objavio knjigu Nova klasa.

## Funkcije ideologije
Funkcije ideologije proizlaze iz karaktera uvjeta u kojima je nastala. Stoga svaka ideologija nosi i određena svojstva koja određuju i modalitete njenih funkcija. S obzirom na karakter ideologije moguće je izdvojiti njene dvije globalne funkcije: 
- pozitivna i
- negativna.

Pozitivna funkcija očituje se u tome kada ideologija posreduje kao pozitivan faktor u društvenom razvoju - pokretač društvenog napretka, dok se negativna funkcija očituje kao demotivacijsko i retrogradno djelovanje ideologije u društvu, a posebno u reakcionarnom i konzervativnom smislu.
Prema razini formiranja opsega i karaktera uticaja moguće je izdvojiti najmanje tri razine funkcija ideologije: 
- Prvi nivo je onaj gdje se ideologija shvaća i upotrebljava kao instrument izražavanja pripadnosti određenoj društvenoj skupini, određenom staležu, stranci itd.
- Drugi nivo je upotreba ideologije u socijalno-klasnom i statusnom razlikovanju i povezivanju unutar klase, tj. socijalne stratifikacije društva.
- Treći nivo je posredovanje ideologije u društvenim i političikim promjenama i to: 
  1. reforme klasnog ili socijalnog sustava i političke vlasti.
  2. radikalna izmjena klasnih odnosa, socijalnog sustava i postojećeg oblika vlasti.
  3. očuvanje statusa quo u društvenim odnosima, zaštita i održanje postojećih institucija i modela vlasti u društvu.
- Četvrti nivo je posrednička i instrumentalna uloga ideologije u političkom organiziranju društva i oblika vlasti kroz forme političke borbe (nadmetanja) i političkog djelovanja: od organiziranja u političke stranke i društvene grupe za pritisak do organiziranja političkog nadmetanja na izborima, zatim osvajanja ili zadržavanja pozicija vlasti i donošenja ključnih političko-pravnih (zakonskih) i materijalnih odluka značajnih za čitavo društvo.

Na svim spomenutim nivoima osnovna karakteristika ideologije jest težnja da se, upravo, taj oblik ideologije prezentira i nametne kao dominantan, univerzalan i svrsishodan, uz istovremeno kritičko i iskrivljeno predstavljanje drugih ideoloških koncepcija i mogućnosti u društvu. S obzirom na to i konkretne funkcije koje ima ili može imati ideologija, te njene manifestirajuće oblike, možemo razlikovati nekoliko tipova ideologije :
1. Prvo, ideologija društvene grupe (npr. birokracije, tehnokracije, nacije, itd.)
2. Drugo, ideologija klase (vladajuće ili subordinirane klase)
3. Treće, ideologija profesije (političara, managera, pravnika, umjetnika, radnika, itd.)
4. Četvrto, stranačka ideologija (građanske, demokratske, socijalističke, komunističke, fašističke, nacionalne, religijske stranke, partija, itd.)
5. Peto, individualističke (neizdiferencirane) ideologije (ideologije neorganiziranih pojedinaca, naučnika, umjetnika, i dr.)

S obzirom na javnu poziciju (položaj) ideologije mogu biti: 
- vladajuće
- periferne ili subordinirane

S obzirom na način postizanja cilja: 
- reformističke
- revolucionarne.

Prema sadržaju ideologije mogu biti: 
- reakcijske
- konzervativne
- progresivne (liberalne)
- radikalne.
  - Reakcijske ideologije su one koje teže povratku na staro ili sugeriraju društveni sklop, društvo, model društvenih odnosa koji je zasnovan na elementima nesloboda, represije, diskriminacije itd.
  - Konzervativne ideologije su one koje teže zadržavanju status quo u društvu.
  - Progresivne (liberalne) ideologije odlikuju se težnjom prevazilaženja tradicionalnog u korist društvenih promjena i inovacija.
  - Radikalne ideologije teže korjenitoj, totalnoj promjeni društva i povijesno-kritičkom razumijevanju ljudske prakse.

## Vilfredo Pareto
Talijanski ekonomist i sociolog Vilfredo Pareto razvio je tzv. pozitivističko učenje o ideologijama. Ljudi se u svojem društvenom djelovanju rukovode osjećajima, raspoloženjima i htijenjima, koji su raznoliki i promjenljivi; ali oni uvijek nastoje svom djelovanju dati privid logičnosti, dosljednosti i koherentnosti. To se njihovo nastojanje derivira u sustavu političko-svjetonazorskih vrednovanja, koja nazivamo ideologijama. Različite društvene elite rukovode se raznim ideologijama u svoje društvenom djelovanju.
Theodor Geiger proširio je primjenu paretoovih pojmova, rabeći pojam derivacija za svako teorijsko opravdanje afektivnih i životnih angažmana. Pojedinci razvijaju takve teorije (ideologije), ali da bismo shvatili kako su one "derivirane" moramo uzeti u obzir i njihovo društveno okruženje: mentalitet društva ili društvene skupine u kojoj djeluju, prevladavajuće "duševne dispozicije", dominantan "socio-psihološki karakter".

## Karl Mannheim
Nasuprot pozitivističkoj teoriji, drugačiji pristup problemu ideologija razvijen je u sociologiji znanja, koju su zasnovali Max Scheler i Karl Mannheim. Mannheim je razvio tzv. "totalni pojam ideologije": treba imati hrabrosti da kao ideološka promatramo ne samo protivnička stajališta nego načelno sva, pa i vlastita. Tim postupkom, od običnog učenja o ideologiji nastaje sociologija znanja. Svako mišljenje u duhovnim naukama je ideološko, tj. vezano uz konkretnu egzistenciju, uvjetovano i relativno. Ideologija izražava "totalnu svijest" neke epohe ili grupe.
Mannheim međutim odbacuje "relativizam" (skepticizam) koji bi mogao biti posljedica ovakvog stava. Moguć je napredak spoznaje kroz analizu povijesnih i društvenih uvjetovanosti, za koje on upotrebljava termin relacionizam.
Korelat pojmu ideologije kod Mannheima je pojam utopije: ideologija je sustav mišljenja usmjeren zaštiti poretka, ali iz sebe same ona stvara utopiju kao trancendiranje tog okvira; utopija može biti idejni osnov za revoluciju, koja ruši zatečeni poredak.
Svako je mišljenje o društvu i duhu društveno uvjetovano; zahtjev za objektivnom spoznajom istine ne može se nikada zadovoljiti. Nijedno posebno mišljenje, nijedna posebna "ideologija", ne može pretendirati da je ispravnije od drugih. Jedini koji se idealu objektivne spoznaje mogu donekle približiti po Mannheimu su "slobodno lebdeći intelektualci" koji se striktno suzdržavaju od sudjelovanja u društvenim i političkim borbama, te stalno provode znanstveno-sociološku samokontrolu vlastitih ideja.

## Suvremena gledišta
Ideologije su se shvaćale kao oblik sekularne religije koji zahtijeva vjeru i krajnje iracionalne stilove mišljenja. [nedostaje izvor]
Tezu o kraju ideologije iznio je američki sociolog Daniel Bell u knjizi Kraj ideologije (1960). Dokazivao je da su ideologije 19. stoljeća na Zapadu iscrpljene s trijumfom socijalno zainteresiranog, liberalnog pragmatizma i opadanjem ekstremističkih ideologija, posebno onih koje su zasnovane na apriornom shvaćanju istine i monističkom rezoniranju - ideologija postaje nevažna.
Kritičari su upozorili da je teza o kraju ideologije takoder ideološka, jer je izražavala specifična kretanja i interese u 1950-im i 1960-ima i davala im posebno tumačenje i smjer.
Slomom komunizma, ideja kraja ideologije dobiva nov zamah. Francis Fukuyama u eseju "Kraj povijesti?" iz 1989., obrazlažući ideju o kraju povijesti, dokazuje da završava razdoblje velikih ideologija i ideoloških sukoba i tvrdi da je jedan skup ideja (zapadni liberalizam) pobijedio drugi (marksizam-lenjinizam). Za Fukuyamu, "kraj povijesti" znači zapravo kraj temeljne ideološke rasprave. Fukuyama je također doživio brojne kritike, s raznih strana. Njegove teze proglašene su apologijom trijumfirajućeg kapitalizma u doba raspada SSSR-a i propasti komunističkih sustava.
Kasniji razvoj svjetskih prilika učinio je Fukuyaminu tezu o apsolutnom idejnom trijumfu liberalnog kapitalizma neuvjerljivom. Među teorijski dubokim kritikama ističe se ona Derridaova u njegovu djelu Sablasti Marxa. Derridaovo isticanje emancipatorske misli podsjeća na Mannheimovo isticanje značaja pojma utopije, povezane s ideologijama.

## Vanjske poveznice
- Njemačka Ideologija - Slobodna Jugoslavija  Arhivirana inačica izvorne stranice od 29. rujna 2007. (Wayback Machine)
- Marksizam - SloYu  Arhivirana inačica izvorne stranice od 29. rujna 2007. (Wayback Machine)